# Mirzähaqverdili
Mirzähaqverdili (azerbajdzjanska: Mirzəhaqverdili; tidigare ryska: Мирзаахвердили: Mirzaachverdili) är en ort i Azerbajdzjan.   Den ligger i distriktet Ağcabädi, i den centrala delen av landet, 240 km väster om huvudstaden Baku. Mirzähaqverdili ligger 195 meter över havet och antalet invånare är 466.
Terrängen runt Mirzähaqverdili är lite kuperad. Närmaste större samhälle är Ağdam, 15,6 km väster om Mirzähaqverdili.
Trakten runt Mirzähaqverdili består till största delen av jordbruksmark. Runt Mirzähaqverdili är det ganska tätbefolkat, med 120 invånare per kvadratkilometer.